# Black Sheep (1935)
Black Sheep is een Amerikaanse dramafilm uit 1935 onder regie van Allan Dwan.

## Verhaal
De rijkeluisdochter Janette Foster tracht aan boord van een passagiersschip de aandacht van mannen te trekken. Zij en beroepsgokker John Francis Dugan worden vrienden en glippen samen de eerste klas binnen. Ze zien er hoe Fred Curtis 12.000 dollar verliest tijdens een pokerspel met twee oliebaronnen. De problemen van Fred worden nog erger, als de verwaande Millicent Caldwell Bath hem gaat chanteren. John besluit hem te helpen.

## Rolverdeling
| Acteur          | Personage                    |
| --------------- | ---------------------------- |
| Edmund Lowe     | John Francis Dugan           |
| Claire Trevor   | Janette Foster               |
| Tom Brown       | Fred Custer                  |
| Eugene Pallette | Kolonel Upton Calhoun Becher |
| Adrienne Ames   | Millicent Caldwell Bath      |
| Herbert Mundin  | Oscar                        |
| Ford Sterling   | Mather                       |
| Jed Prouty      | Orville Schmelling           |
| Billy Bevan     | Alfred                       |
| David Torrence  | Kapitein Savage              |